# 三好啓太
三好 啓太（みよし けいた）は、日本の作曲家。ファイブエイス所属。福岡県出身。桐朋学園大学音楽学部打楽器科マリンバ専攻卒業。

## 略歴
幼少期よりエレクトーンを始め、吹奏楽や室内楽、オーケストラなどの活動を経て2012年より作詞・作曲・編曲を始める。渋谷系やアキシブ系といったポップでキャッチーな楽曲を得意とするが、ジャズ・フュージョンやテクノポップ、シンセサイザーロックやアンビエントなど、ジャンルフリーに楽曲制作を行っている。
マリンバを安倍圭子、田代佳代子、打楽器を山口大輔、佐野恭一、塚田吉幸各氏に師事。2010年頃、桐朋学園大学音楽学部打楽器科のミニコンサートに出演するため、当時の現役学生・卒業生により結成した打楽器アンサンブルユニット「IKAFLY」にて作曲・編曲を手掛けた。
2013年「ぺのれり」の名義でKONAMIの音楽ゲーム「SOUND VOLTEX II -infinite infection-」のオリジナル楽曲コンテストにて採用されたことをきっかけに活動の幅を広げる。

## 作品
- 注釈の無い箇所は原則としてホームページを元に記載
- アーティスト名・作品名は日本語読み五十音順にて表記

### 楽曲提供
| アーティスト名                     | 楽曲名(担当)                                                   | 収録作品(発売年)                                                  | 備考 |
| ---------------------------------- | -------------------------------------------------------------- | ----------------------------------------------------------------- | ---- |
| 蒼井翔太                           | 巡 (作詞・作曲・編曲)                                          | DETONATOR (2023年)                                                |      |
| 足立佳奈                           | ミライステップ (作詞・作曲・編曲)                              | Yeah!Yeah! (2018年)                                               |      |
| ARCANA PROJECT                     | Re:JUDGEMENT (作曲・編曲)                                      | カンパネラ響く空で(2020年)                                        |      |
| +α/あるふぁきゅん。                | 運命のラプソディー (作曲・編曲)                                | 運命のラプソディー／イマジナリー・ラブ／Break Karma(2020年)       |      |
| 石原夏織                           | Plastic Smile (作曲)                                           | Plastic Smile (2021年)                                            |      |
| HKT48                              | パッションフルーツの秘密 (編曲)                                | 092 (2017年)                                                      |      |
| ENGAG.ING                          | Planetoid (編曲)                                               | 春風スターター(2018年)                                            |      |
| ENGAG.ING                          | Little Wing (編曲)                                             | Little Wing (2019年)                                              |      |
| ENGAG.ING                          | 異世界から君にメッセージ (作曲)                                | Wedding High Five (2020年)                                        |      |
| きゅるりんってしてみて             | Maison de 520 (編曲)                                           | Kyururin Wonderland (2025年)                                      |      |
| 栗林みな実                         | clear (編曲)                                                   | Just the truth (2021年)                                           |      |
| 栗林みな実                         | 曖昧♪モーメント（編曲）                                        | LEAP（2023年）                                                    |      |
| 駒形友梨                           | 真珠星 (作詞・作曲・編曲)                                      | Night Walk (2020年)                                               |      |
| さとみ                             | 君しか愛せない (作曲・編曲)                                    | Memories (2019年)                                                 |      |
| 清水理子                           | ツグム。 (作曲・編曲)                                          | あなたへ(2020年)                                                  |      |
| 純情のアフィリア                   | 奇跡と魔法のクロニクル (作曲・編曲)                            | ジュンジョウ・ガイドストーン (2019年)                             |      |
| SparQlew                           | QueSeraSera (作曲・編曲)                                       | evergreen (2020年)                                                |      |
| 田村ゆかり                         | Darling Darling (作曲・編曲)                                   | Strawberry candle (2019年)                                        |      |
| CHiCO                              | 寄り道 (作詞・作曲・編曲)                                      | エース (2023年)                                                   |      |
| 超ときめき♡宣伝部                  | まごころ My Heart（作曲・編曲）                                | ハートな胸の内♡/超最強（2025年）                                  |      |
| ディア☆                            | あらためまして、君と。 (作曲)                                  | あらためまして、君と。(2018年)                                    |      |
| 寺島拓篤                           | ハートチューニング (作曲・編曲)                                | ASSEMBLE (2020年)                                                 |      |
| でんぱ組.inc                       | ムなさわぎのヒみつ！？ (作曲・編曲)                            | おつかれサマー! (2015年)                                          |      |
| でんぱ組.inc                       | 惑星★聖歌~Planet Anthem~ (作曲・編曲)                          | GOGO DEMPA (2016年)                                               |      |
| でんぱ組.inc                       | 待ちぼうけ銀河ステーション (作曲・編曲)                        | 最Ψ最好調! (2016年)                                               |      |
| 常闇トワ                           | 二人三脚(feat.猫汰つな) (作曲・編曲) ※徳田光希との共作         | Aster (2023年)                                                    |      |
| 虹のコンキスタドール               | Fancy Friday Night (作曲・編曲)                                | サマーとはキミと私なりっ！！ (2020年)                             |      |
| 西山宏太朗                         | 真昼どきのステラ (作曲・編曲)                                  | CITY (2020年)                                                     |      |
| 西山宏太朗                         | Humming Days (作曲・編曲)                                      | 夜が明けたら ねぇ 30歳なの？ラスト20’s 今夜最後の魔法を。(2022年) |      |
| バクステ外神田一丁目               | おしえてMoonlight (作詞・作曲・編曲)                           | おしえてMoonlight (2022年)                                        |      |
| 畠中祐                             | あの日の約束 (作曲・編曲) look back, look forward (作曲・編曲) | FIGHTER (2019年)                                                  |      |
| harmoe                             | サンチマンタリスム (作曲・編曲)                                | i k i (2025年)                                                    |      |
| Beatcats                           | Nyaightmare Party (作詞・作曲・編曲)                           | デジタル配信シングル (2022年)/ THE BEST OF BEATCATS (2023年)      |      |
| Beatcats                           | Spicy Cats (作詞・作曲・編曲)                                  | デジタル配信シングル（2023年）                                    |      |
| ピュアリーモンスター               | Trip Stream!! (作詞・作曲・編曲)                               | まだ誰も知らない明日へ (2018年)                                   |      |
| Fantôme Iris (from ARGONAVIS)      | 棺の中のセラヴィ(作曲・編曲)                                   | miroir (2022年)                                                   |      |
| ベイビーレイズJAPAN                | くびったけエンジョイサマー (作詞・作曲・編曲)                  | THE BRJ (2017年)                                                  |      |
| ベボガ! (虹のコンキスタドール黄組) | めんごっ‼～イブは色々あるのです～ (編曲)                       | BBG! (2017年)                                                     |      |
| BOYS AND MEN                       | 炎・天下奪取 (編曲)                                            | 炎・天下奪取(2018年)                                              |      |
| 三森すずこ                         | スマイリウム (共作詞、作曲・編曲)                              | Light for Knight (2015年)                                         |      |
| ミルキィホームズ                   | 総天然色フルパワー (編曲)                                      | 総天然色 (2016年)                                                 |      |
| 夕刻ロベル                         | POP-TALK (作曲・編曲)                                          | デジタル配信シングル (2021年)                                     |      |
| 夕刻ロベル                         | 夕暮れは踊る (作曲・編曲)                                      | デジタル配信シングル (2023年)                                     |      |
| LAVILITH                           | ペイルライダー (作曲・編曲)                                    | ペイルライダー (2019年)                                           |      |
| LAVILITH                           | 365番目のエピローグ (作曲・編曲)                               | キュンキュンですっ♡ / 365番目のエピローグ (2020年)                |      |
| LAVILITH                           | Ambiguity (作曲・編曲)                                         | デジタル配信シングル (2022年)                                     |      |

### ゲーム ・アニメ（キャラクターソング）
| アニメ・ゲーム タイトル                             | 楽曲名(担当) | 収録作品(発売年)                                                                               | 備考                                                                               |
| --------------------------------------------------- | --- | ---------------------------------------------------------------------------------------------- | ---------------------------------------------------------------------------------- |
| アイドリッシュセブン Second BEAT!                   | Everyday Yeah! (作曲・編曲)                                                                                        | TVアニメ アイドリッシュセブン Second BEAT! DiSCOVER THE FUTURE(2020年)                         |                                                                                    |
| アイドルマスター SideM                              | Secret！Playful！Drive！ (作曲・編曲)                                                                              | アイドルマスター SideM 3 特典CD (2018年)                                                       |                                                                                    |
| アイドルマスター SideM                              | Delicious Delivery(作曲・編曲)                                                                                     | THE IDOLM@STER SideM NEW STAGE EPISODE：04 Café Parade (2020年)                                |                                                                                    |
| アイドルマスター SideM                              | Smiling Platter! (作曲・編曲)                                                                                      | THE IDOLM@STER SideM 49 ELEMENTS -08 Café Parade (2023年)                                      |                                                                                    |
| アイドルマスター シャイニーカラーズ                 | Anniversary (作曲・編曲)                                                                                           | THE IDOLM@STER SHINY COLORS GR@DATE WING 05 (2020年)                                           |                                                                                    |
| アイドルマスター シャイニーカラーズ                 | 星をめざして (作曲・編曲)                                                                                          | THE IDOLM@STER SHINY COLORS COLORFUL FE@THERS -Stella- (2021年)                                |                                                                                    |
| アイドルマスター シャイニーカラーズ                 | スローモーション (編曲)                                                                                            | THE IDOLM@STER SHINY COLORS COLORFUL FE@THERS -Luna- (2021年)                                  |                                                                                    |
| アイドルマスター シャイニーカラーズ                 | PRISISM (作曲・編曲) スマイルシンフォニア (作曲・編曲)                                                             | THE IDOLM@STER SHINY COLORS L@YERED WING 02 (2021年)                                           |                                                                                    |
| アイドルマスター シャイニーカラーズ                 | 虹の行方 (作曲・編曲)                                                                                              | THE IDOLM@STER SHINY COLORS PANOR@MA WING 01 (2022年)                                          |                                                                                    |
| アイドルマスター シャイニーカラーズ                 | 晴れのちバルーン (作曲・編曲)                                                                                      | THE IDOLM@STER SHINY COLORS ECHOES 01 (2025年)                                                 |                                                                                    |
| アイドルマスター シャイニーカラーズ                 | Migratory Echoes（イルミネーションスターズVer.）(編曲)                                                             | THE IDOLM@STER SHINY COLORS ECHOES 01 (2025年)                                                 |                                                                                    |
| アイドルマスター シャイニーカラーズ                 | Shower of light (作曲・編曲)                                                                                       | THE IDOLM@STER SHINY COLORS Song for Prism Shower of light / 快盗Vを見逃すな (2025年)          |                                                                                    |
| アイドルマスター ミリオ ンライブ!                   | 永遠の花 (作曲・編曲)                                                                                              | THE IDOLM@STER LIVE THE@TER FORWARD 03 Starlight Melody(2017年)                                |                                                                                    |
| アイドルマスター ミリオンラジオ!                    | ターンオンタイム！ (作曲・編曲)                                                                                    | 『アイドルマスター ミリオンラジオ!』テーマソング2 「ターンオンタイム!」(2016年)                |                                                                                    |
| アイドルマスター ミリオンライブ! シアターデイズ     | Arrive You ~それが運命でも~ (作詞・作曲・編曲)                                                                     | THE IDOLM@STER MILLION THE@TER WAVE 13 TIntMe!(2021年)                                         |                                                                                    |
| アイドルマスター ミリオンライブ! シアターデイズ     | ライラックにつつまれて (作詞・作曲・編曲)                                                                          | THE IDOLM@STER MILLION THE@TER WAVE 13 TIntMe!(2021年)                                         |                                                                                    |
| アイドルマスター ミリオンライブ! シアターデイズ     | ミステイク・マーダー！ (作詞・作曲・編曲)                                                                          |                                                                                                |                                                                                    |
| あんさんぶるスターズ!                               | Bloody Moon Vampire (作曲・編曲)                                                                                   | あんさんぶるスターズ! アルバムシリーズ Vol.05 UNDEAD(2018年)                                   |                                                                                    |
| あんさんぶるスターズ!                               | 辻風に吹かれて (作曲・編曲)                                                                                        | あんさんぶるスターズ! アルバムシリーズ Vol.07 MaM(2018年)                                      |                                                                                    |
| あんさんぶるスターズ!!                              | Be The Party Bee! (作曲・編曲)                                                                                     | あんさんぶるスターズ!! ユニットソングCD Crazy:B (2020年)                                       |                                                                                    |
| あんさんぶるスターズ!!                              | Never-ending Stage!!!! (作曲・編曲)                                                                                | ESアイドルソング season2 fine「恋はプリマヴェーラ!」(2021年)                                   |                                                                                    |
| あんさんぶるスターズ!!                              | 青春Emergency (作曲・編曲)                                                                                         | 流星隊 ✕ Knights「青春Emergency」 あんさんぶるスターズ！！ FUSION UNIT SERIES 06               |                                                                                    |
| 異世界かるてっと                                    | 異世界ガールズトーク (編曲)                                                                                        | TVアニメ「異世界かるてっと」テーマソングCD (2019年)                                            |                                                                                    |
| ウマ娘 プリティーダービー                           | 武名疾走！ (作曲・編曲)                                                                                            | 『ウマ娘 プリティーダービー』WINNING LIVE 04 (2022年)                                          |                                                                                    |
| ウマ娘 プリティーダービー                           | 笑顔の宝物 -Beyond The Future!- (作曲・編曲)                                                                       | 『ウマ娘 プリティーダービー』WINNING LIVE 07 (2022年)                                          | 第六章後編『煌めきはどこまでも』EDテーマ曲                                         |
| ウマ娘 プリティーダービー                           | 立ち位置ゼロ番！順位は一番！(編曲) Precious Star Dreamer(弦編曲)                                                   | 『ウマ娘 プリティーダービー』WINNING LIVE 08 (2022年)                                          |                                                                                    |
| ウマ娘 プリティーダービー                           | Glorious Moment！(作曲・編曲)                                                                                      | アニメ『ウマ娘 プリティーダービー ROAD TO THE TOP』アルバム(2023年)                            | アニメ『ウマ娘 プリティーダービー ROAD TO THE TOP』OPテーマ曲                      |
| ウマ娘 プリティーダービー                           | GSK☆ (編曲) | 『ウマ娘 プリティーダービー』WINNING LIVE 14(2023年)                                           |                                                                                    |
| キラキラ☆プリキュアアラモード                       | トレビアンサンブル!! (作曲・編曲) メモワール・ミルフィーユ (作詞・作曲・編曲)                                      | トレビアンサンブル!!/メモワール・ミルフィーユ (2017年)                                         | 『映画 キラキラ☆プリキュアアラモード パリッと!想い出のミルフィーユ!』主題歌/挿入歌 |
| キラキラ☆プリキュアアラモード                       | Lu Lu La ☆Lumiere (作曲・編曲)                                                                                     | キラキラ☆プリキュアアラモード「ボーカルアルバム2 苺坂物語」(2017年)                            |                                                                                    |
| 五等分の花嫁                                        | ハートのカタチ ～四つ葉のClover～ (作曲・編曲)                                                                     | TVアニメ「五等分の花嫁」キャラクターソング ミニアルバム(2019年)                                |                                                                                    |
| 五等分の花嫁                                        | 内緒の恋～Love Four U～ (作曲・編曲)                                                                               | TVアニメ「五等分の花嫁∬」 キャラクターソング・ミニアルバム(2019年)                             |                                                                                    |
| 五等分の花嫁                                        | 世界中たったひとつ (作曲・編曲)                                                                                    | 五等分の未来 EP (2023年)                                                                       | 「五等分の花嫁 ～彼女と交わす五つの約束～」テーマソング                            |
| 五等分の花嫁                                        | 君だったから (作曲・編曲)                                                                                          | ※配信シングル (2024年)                                                                         |                                                                                    |
| 五等分の花嫁                                        | 輝き出した私たち (作曲・編曲)                                                                                      | 五等分の笑顔 EP (2024年)                                                                       |                                                                                    |
| 少女☆歌劇 レヴュースタァライト                      | RE:CREATE (作曲・編曲)                                                                                             | TVアニメ「少女☆歌劇 レヴュースタァライト」劇中歌アルバムVol.2「ラ レヴュー ド ソワレ」(2018年) |                                                                                    |
| 少女☆歌劇 レヴュースタァライト                      | 恋は太陽 〜CIRCUS!〜 (作曲・編曲)                                                                                  | アニメ「少女☆歌劇 レヴュースタァライト」Blu-ray BOX3 初回限定特典 (2019年)                     |                                                                                    |
| 少女☆歌劇 レヴュースタァライト                      | ゼウスの仲裁 (作曲・編曲)                                                                                          | 少女☆歌劇 レヴュースタァライト レヴューアルバム「ラ・レヴュー・エターナル」(2019年)            |                                                                                    |
| 少女☆歌劇 レヴュースタァライト                      | RE:CREATE（movie ver.） (作曲・編曲)                                                                               | 「少女☆歌劇 レヴュースタァライト ロンド・ロンド・ロンド」主題歌CD「再生讃美曲」(2018年)        |                                                                                    |
| 少女☆歌劇 レヴュースタァライト -Re LIVE-            | Rose Poems (作曲・編曲)                                                                                            | シークフェルト音楽学院 1stシングル「プラチナ・フォルテ」(2019年)                               |                                                                                    |
| 劇場版 少女☆歌劇 レヴュースタァライト               | wi(l)d-screen baroque (作曲・編曲)                                                                                 | 劇場版 少女☆歌劇 レヴュースタァライト 劇中歌アルバム vol.2 (2021年)                            |                                                                                    |
| SympathyKiss                                        | BYE MY LIFE / FOUND MY LOVE feat.杉本新 (作曲・編曲)                                                               | Genic Pallet「SympathyKiss Song Collection」 (2022年)                                          |                                                                                    |
| StarTails (テレビアニメ「スロウスタート」)          | 夕焼けといっしょに (編曲)                                                                                          | ne!ne!ne! (2018年)                                                                             |                                                                                    |
| 聖女の魔力は万能です                                | Pray (編曲) | OST「The Saint’s Music is Omnipotent」(2021年)                                                 |                                                                                    |
| 千銃士                                              | 青きドナウのリフレイン (作曲・編曲)                                                                                | 「千銃士」絶対高貴ソングシリーズ「Noble Bullet 04 ドイツ統一戦争グループ」(2018年)             |                                                                                    |
| ゾンビランドサガ                                    | ゾンビランドDEMPA!! (作曲・編曲)                                                                                   | ファンブック「ゾンビランドサガぴあ」(2020年)                                                   |                                                                                    |
| デリシャスパーティ♡プリキュア                       | シェアして！プリキュア Chihaya Yoshitake Ver. (作曲・編曲)                                                         | 『デリシャスパーティ♡プリキュアボーカルアルバム〜Welcome to Delicious Party〜』(2022年)        |                                                                                    |
| トロピカル～ジュ！プリキュア                        | My Story (編曲) Brave Parade (作曲・編曲) シェアして！プリキュア Machico Ver. (作曲・編曲)                         | ボーカルアルバム ～トロピカる！MUSIC BOX～(2021年)                                             |                                                                                    |
| なむあみだ仏っ!-蓮台 UTENA-                         | 天唄 (作曲・編曲)                                                                                                  | TVアニメ「なむあみだ仏っ！-蓮台 UTENA-」OPソング (2019年)                                      |                                                                                    |
| HUGっと!プリキュア                                  | リワインドメモリー (作曲・編曲)                                                                                    | 「映画 HUGっと!プリキュア♡ふたりはプリキュア オールスターズメモリーズ」主題歌シングル (2018年) | 『映画 HUGっと!プリキュア♡ふたりはプリキュア オールスターズメモリーズ』挿入歌      |
| HUGっと!プリキュア                                  | リワインドメモリー(Kanako Miyamoto Ver.) (作曲・編曲)                                                              | Cheerful Songs Best (2019年)                                                                   |                                                                                    |
| ヒーリングっど♥プリキュア                           | シェアして！プリキュア (作曲・編曲)                                                                                | V.A『ヒーリングっど♥プリキュア ボーカルアルバム 〜Voice of life〜』(2020年)                    |                                                                                    |
| Free!                                               | FREE-STYLE SPIRIT (作曲・編曲)                                                                                     | OVA 特別版 Free!-Take Your Marks- (2017年)                                                     |                                                                                    |
| 不徳のギルド                                        | シュガー・シュガー・スパイス (作曲・編曲)                                                                          | 栗林みな実 TVアニメ『不徳のギルド』エンディングテーマ「シュガー・シュガー・スパイス」(2022年)  |                                                                                    |
| 映画 プリキュアミラクルユニバース                   | プリキュア!カナYell☆ミラクル (作曲・編曲)                                                                          | WINくる!プリキュアミラクルユニバース☆/プリキュア!カナYell☆ミラクル (2019年)                    |                                                                                    |
| 映画 プリキュアミラクルリープ みんなとの不思議な1日 | Circle Love〜サクラ〜 (作曲・編曲)                                                                                 | 『映画プリキュアミラクルリープ みんなとの不思議な１日』テーマソングシングル(2020年)            |                                                                                    |
| プロジェクト東京ドールズ                            | 永遠メモリー (作曲・編曲)                                                                                          | Doll’s Destiny (2018年)                                                                        |                                                                                    |
| プロジェクト東京ドールズ                            | 追い風Brave motion!! (作曲・編曲) 永遠メモリー（Wedding Ver.） (作曲・編曲)                                        | DOLLS Songs & Sounds 01 (2020年)                                                               |                                                                                    |
| プロジェクト東京ドールズ                            | Starry heart Starry love (作曲・編曲) Precious day (作曲・編曲) Pray Breath (作曲・編曲) 感情を超えて (作曲・編曲) | DOLLS Songs & Sounds 02 (2021年)                                                               |                                                                                    |
| ミュークルドリーミー                                | ラララ♪ミュークルマーチ (作曲・編曲) ゆめ色メロディー (作曲・編曲)                                                 | V.A「『ミュークルドリーミー』キャラクターソングアルバム ひらいて☆ミュージックゲート」          |                                                                                    |
| ミュークルドリーミー みっくす!                      | ダイスキセカイ (作曲・編曲)                                                                                        | TVアニメ ミュークルドリーミー みっくす!主題歌シングル                                          |                                                                                    |
| ユアマジェスティ                                    | Marry you, Marry me (作曲・編曲)                                                                                   |                                                                                                |                                                                                    |
| UniteUp!                                            | 星瞬My wish! (作曲・編曲)                                                                                          |                                                                                                |                                                                                    |
| ラディアンテイル                                    | 未知の世界へファンファーレ！ (作曲・編曲)                                                                          |                                                                                                |                                                                                    |
| ラディアンテイル                                    | 笑顔のパレード (作曲・編曲)                                                                                        |                                                                                                |                                                                                    |
| ラブライブ!スーパースター!!                         | クレッシェンドゆ・ら / 唐 可可(CV.Liyuu)、葉月 恋(CV.青山なぎさ)                                                   | TVアニメ ラブライブ!スーパースター!! Blu-ray全巻購入特典CD収録 (2021年)                        |                                                                                    |
| ロクでなし魔術講師と禁忌教典                        | ブレイヴシンフォニア (作詞・作曲・編曲)                                                                            | アニメ「ロクでなし魔術講師と禁忌教典」ED「Precious You☆」                                      | アニメEDテーマ収録CDのカップリング曲                                               |

### 劇伴制作
| 作品名(公開年)                  | 備考                 |
| ------------------------------- | -------------------- |
| Engage Kill (2023年)            | 藤澤慶昌との共同制作 |
| Link!Like!ラブライブ！ (2023年) | 藤澤慶昌との共同制作 |

### ぺのれり名義
| ゲームタイトル                         | 楽曲名(担当)        | 歌唱アーティスト名 | 収録作品(発売年)                                                                                           | 備考              |
| -------------------------------------- | ------------------- | ------------------ | --- | ----------------- |
| SOUND VOLTEX II - infinite infection - | - dirty rouge -     |                    | |                   |
| SOUND VOLTEX III GRAVITY WARS          | Everlasting message |                    | |                   |
| SOUND VOLTEX III GRAVITY WARS          | Preserved Valkyria  |                    | |                   |
| SOUND VOLTEX EXCEED GEAR               | 黒蝶のワルツ        |                    | |                   |
| DEEMO II                               | 雨模様 (編曲)       | ぷにぷに電機       | ※デジタル配信シングル (2022年)                                                                             |                   |
| Arcaea                                 | Sulfur              |                    | 公式サウンドトラック 「Arcaea Sound Collection - Memories of lite」 オリジナル版及びExtended版収録(2019年) |                   |
| チュウニズム                           | Blessed Rain        |                    | 「CHUNITHM ALL JUSTICE COLLECTION ep. Ⅲ」                                                                  |                   |
| オンゲキ bright memory                 | Desperado Waltz     |                    | |                   |
| オンゲキ bright memory                 | Recollect Lines     |                    | ※デジタル配信シングル                                                                                      | ああああ との合作 |
| 太鼓の達人                             | 気焔万丈神楽        |                    | |                   |
| 太鼓の達人                             | 六華の舞            |                    | |                   |
| maimai でらっくす UNiVERSE             | BLACK SWAN          |                    | |                   |
| ノスタルジア Op.3                      | I and I             | はぁち             | |                   |
| Rotaeno                                | spinel              |                    | |                   |
| Lanota                                 | immaculate          |                    | |                   |